# Verfassungsreferendum in Niger 1989
Das Verfassungsreferendum in Niger 1989 fand am 24. September 1989 statt. Die Wahlberechtigten Nigers stimmten mehrheitlich für eine Annahme der Verfassung der Zweiten Republik.

## Hintergrund
Die Erste Republik endete 1974 durch einen Militärputsch. Als Vorstufe einer zu schaffenden neuen Verfassung war seit dem Referendum von 1987 eine Nationalcharta in Kraft. Nun wurde vom Militärregime die Verfassung der Zweiten Republik zur Volksabstimmung vorgelegt. Sie sah ein präsidentielles Regierungssystem mit einer Einheitspartei, der Nationalen Bewegung der Entwicklungsgesellschaft, vor. In einem früheren Entwurf zur Verfassung war noch die Einführung eines Mehrparteiensystems geplant gewesen. Die Verfassung sollte es außerdem den Streitkräften Nigers ermöglichen, einen eingeschränkten Einfluss auf das politische Geschehen zu behalten.

## Ergebnis
Bei den 3.477.874 registrierten Wählern lag die Wahlbeteiligung bei 95,1 %. Von den abgegebenen Stimmzetteln wurden 3.299.450 als gültig gewertet.
|      | Stimmen   | Anteil  |
| ---- | --------- | ------- |
| Ja   | 3.275.737 | 99,28 % |
| Nein | 23.713    | 0,72 %  |

## Folgen
Erstmals seit 1970 fanden 1989 wieder Präsidentschafts- und Parlamentswahlen statt. Die Zweite Republik war von Demonstrationen für ein Mehrparteiensystem begleitet, die 1991 zur Schaffung einer Nationalkonferenz führten, die die 1993 in Kraft getretene Verfassung der Dritten Republik ausarbeitete.